# 劉咸 (前趙)
刘咸（?—?），匈奴人，十六国前赵刘曜时太尉、录尚书事，刘曜同族。
323年，刘曜由陇上出发向西进攻凉州，派遣刘咸进攻驻守冀城的韩璞，派呼延晏进攻驻守桑壁的宁羌护军阴鉴，自己率领二十八万人屯军于黄河边，前凉降服。326年，前赵刘曜任汝南王刘咸为太尉、录尚书事，任光禄大夫刘绥为大司徒，卜泰为大司空。328年，刘曜率军去洛阳与后赵石勒决战，刘咸与南阳王刘胤等留守长安。刘曜兵败被俘，刘咸惊慌失措，弃长安奔上邽（今甘肃天水市），尽失关中。